# Alexis Arquette
Alexis Arquette, (Los Angeles, 28 de julho de 1969 — Los Angeles, 11 de setembro de 2016), foi uma atriz transgênero americana de cinema e de televisão.
Arquette também era cartunista e fazia performances como drag queen, fazendo parte de uma grande família de atores/atrizes de renome, como Patricia Arquette, David Arquette, Richmond Arquette e Rosanna Arquette.
Morreu em 11 de setembro de 2016, aos 47 anos. A causa imediata da morte foi parada cardíaca causada por miocardite em decorrência do HIV, que Arquette havia contraído 29 anos antes.

## Filmografia
- Fool's Gold (2008)
- Hubert Selby Jr: It'll Be Better Tomorrow (2005) (documentário)
- Lords of Dogtown (2005)
- Killer Drag Queens On Dope (2003)
- The Movie Hero (2003)
- Wasabi Tuna (2003)
- The Trip (2002)
- Spun (2002)
- Digital Sex (2001) (documentário)
- The Woman Every Man Wants (2001)
- Audit (2001)
- Citizens of Perpetual Indulgence (2000)
- Piccadilly Pickups (2000)
- The Price of Air (2000)
- Boys Life 3 (2000)
- Tomorrow by Midnight (1999)
- Out in Fifty (1999)
- She's All That (1999)
- Clubland (1999)
- Love Kills (1998)
- The Wedding Singer (1998)
- Cleopatra's Second Husband (1998)
- Children of the Corn V: Fields of Terror (1998)
- Bride of Chucky (1998)
- Inside Out (1997)
- I Think I Do (1997)
- Goodbye America (1997)
- Close To (1997)
- Kiss & Tell (1996)
- Sometimes They Come Back... Again (1996)
- Things I Never Told You (1996)
- Never Met Picasso (1996)
- Scream, Teen, Scream (1996)
- Paradise Framed (1995)
- Wigstock The Movie (1995) (Documentário)
- Frisk (1995)
- White Man's Burden (1995)
- Frank and Jesse (1994)
- Threesome (1994)
- Pulp Fiction (1994)
- Don't Do It (1994)
- The Killing Box (1993)
- Grief (1993)
- Jack Be Nimble (1993)
- Miracle Beach (1992)
- Jumpin' at the Boneyard (1992)
- Terminal Bliss (1992)
- Of Mice and Men (1992)
- Death of a Schoolboy (1990)
- Last Exit to Brooklyn (1989)

<br /